# Кабирга (Катон-Карагайський район)
Кабирга́ (каз. Қабырға) — село у складі Катон-Карагайського району Східноказахстанської області Казахстану. Входить до складу Катон-Карагайського сільського округу.
Населення — 177 осіб (2021; 246 у 2009, 310 у 1999, 330 у 1989).
Національний склад станом на 1989 рік:
- казахи — 100 %